# ريوجي نويوري
ريوجي نويوري (野依良治) هو كيميائي ياباني ولد في 3 سبتمبر 1938 بكوبي. يعمل في جامعة ناغويا باليابان.
حصل على جائزة الملك فيصل العالمية في العلوم سنة 1999.

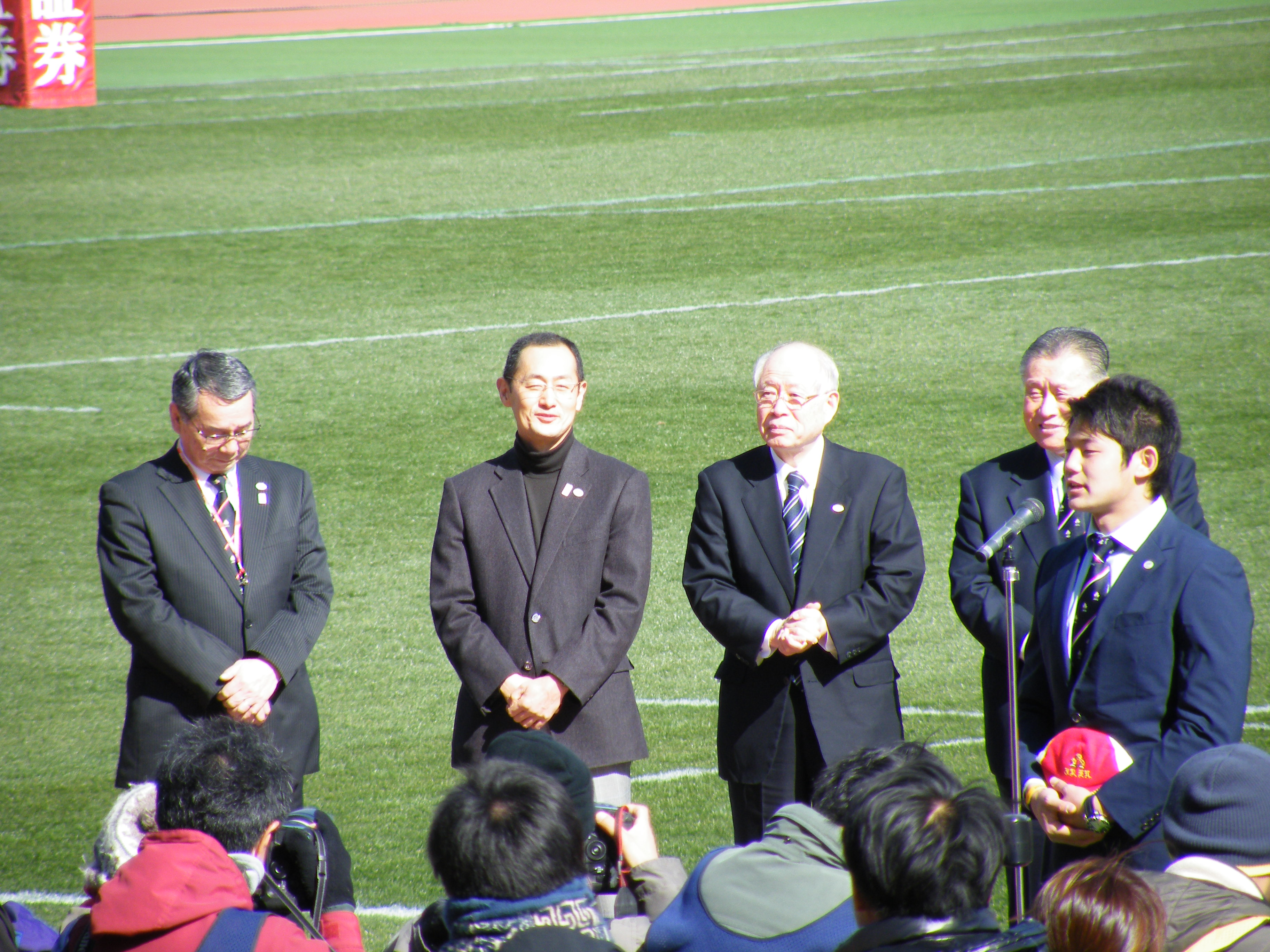
نويوري وشينيا ياماناكا يشاركان في حفل بطولة عموم اليابان الخمسين للرجبي

فاز بجائزة نوبل في الكيمياء مع وليام نولز وباري شاربلس. حصل شاربلس على نصف الجائزة فيما اقتسم نولز ونويوري النصف الآخر من الجائزة لقيام كل منهما بتطوير مواد عجلت بإنتاج منتجات دوائية. ريوجي نويوري هو ثاني كيميائي ياباني يفوز بجائزة نوبل للعام الثاني على التوالي بعد هيدكي شيراكاوا.

## روابط خارجية
- ريوجي نويوري على موقع الموسوعة البريطانية (الإنجليزية)
- ريوجي نويوري على موقع مونزينجر (الألمانية)
- ريوجي نويوري على موقع إن إن دي بي (الإنجليزية)